# Bonarda
La Bonarda (fino a un'epoca recente anche detta "bonarda piemontese" o "bonarda novarese") è un vitigno a bacca nera.

## Storia e origini

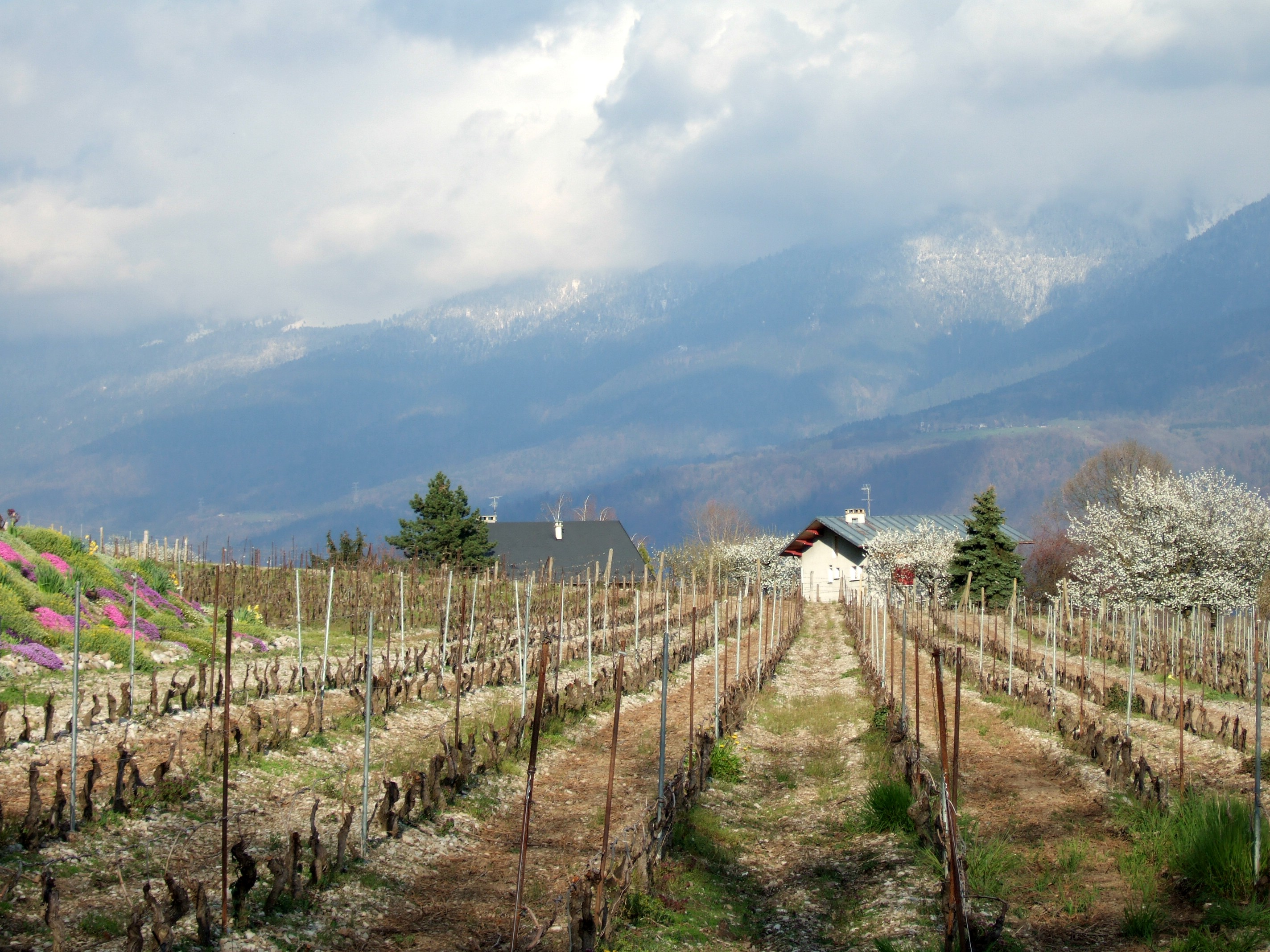
Vigneti in Savoia dove probabilmente ha avuto origine il Douce noir

Alcuni dei primi sinonimi di Douce noir, Plant de Turin e Torino, suggerivano che l'uva fosse originaria della regione vinicola piemontese d'Italia. Il nome stesso Douce noir significa «nero dolce» in francese, che è simile al nome italiano dell'uva piemontese Dolcetto nero che porta ulteriormente al fatto che Douce noir aveva origini piemontesi. Altri documenti hanno dimostrato che la Douce noir era ampiamente piantata anche nei comuni di Arbin e Montmélian e alla fine del XIX secolo era il vitigno a bacca rossa più coltivato in Savoia.

### Scoperta di altre piantagioni
Mentre le piantagioni di Bonarda/Douce noir sono diminuite in Italia e in Francia, la ricerca sul DNA dei vitigni in altre regioni vinicole ha rivelato che l'uva era più ampiamente piantata di quanto si pensasse inizialmente. Ciò è avvenuto dopo la scoperta che l'uva da vino Charbono della California, introdotta nella Napa Valley come Barbera da immigrati italiani all'inizio del XIX secolo, era anche Bonarda/Douce noir/Corbeau.

## Caratteristiche
La bonarda ha un grappolo di dimensioni grande o medio-grande, piramidale, con due-tre ali, mediamente spargolo (talora più compatto); peduncolo di media lunghezza, verde sfumato di rosa scuro.
Viene riconosciuta in maniera univoca solo negli ambiti più tecnici (ampelografi, enologi, viticoltori); infatti, fino a un'epoca molto recente la bonarda era confusa con il vitigno Uva Rara (era usato come sinonimo di bonarda e viceversa), mentre è stato dimostrato che sono due varietà geneticamente diverse.

## Diffusione

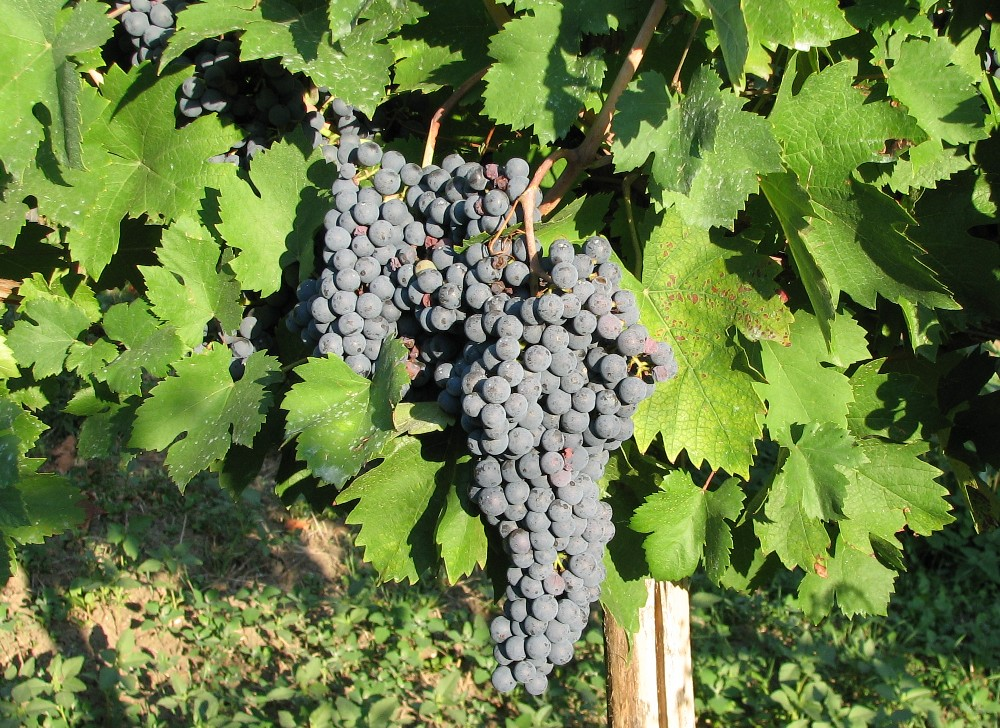
Il profilo del DNA ha dimostrato che la Douce noir, conosciuta come Bonarda in Argentina, non è imparentata con nessuno dei vitigni italiani, come la Croatina (nella foto) che sono anche conosciuti come Bonarda.

È diffusa in Piemonte (Monferrato e Chierese perlopiù, ma è molto diffusa in più parti della regione) e, sporadicamente, in tutto il Nord Italia, trovandosi anche in Lombardia e in Emilia-Romagna.

## Utilizzo
Il vitigno piemontese bonarda (che entra a far parte di diverse DOC piemontesi) non ha nulla a che fare con il vino DOC Bonarda dell'Oltrepò Pavese o con il Colli Piacentini Bonarda che sono fatti con la croatina.
Questo causa molta confusione perché si confonde il vino/denominazione bonarda (Oltrepò o Colli Piacentini) con un vino a base di bonarda (piemontese) in purezza (ad esempio il Piemonte Doc-Bonarda); ciò è dovuto al fatto che localmente la croatina era anche chiamata "bonarda", ma la croatina e la bonarda (novarese) sono due vitigni completamente diversi.

## Sinonimi
Nel corso degli anni Bonarda/Douce noir è stato conosciuto con una varietà di sinonimi tra cui: Alcantino, Aleante, Batiolin, Bathiolin (in Albertville), Blaue Gansfuesser, Bonarda (in Argentina), Bourdon noir, Carbonneau, Charbonneau (in Jura), Charbono (in California), Corbeau (nei dipartimenti dell'Ain e dell'Isère oltre che nel Giura), Cot Merille, Cot Rouge Merille, Cote Rouge, Dolcetto Grosso, Dolutz, Douce noire, Folle Noire d'Ariege, Grenoblois, Korbo, Mauvais noir , Ocanette, Picot Rouge, Plant de Calarin, Plant de Montmelion, Plant de Savoie, Plant de Turin (nel Giura), Plant noir (nel dipartimento dell'Alta Savoia), Turca (nel Trentino), Torino (nel Giura) e Torino.